# Garáb
Garáb – wieś i gmina w północnej części Węgier, w pobliżu miasta Pásztó.
Miejscowość leży na obszarze Średniogórza Północnowęgierskiego i należy do powiatu Pásztó, wchodzącego w skład komitatu Nógrád.
Gmina Garáb liczy 61 mieszkańców (2009) i zajmuje obszar 8,2 km².